# Savanna Samson

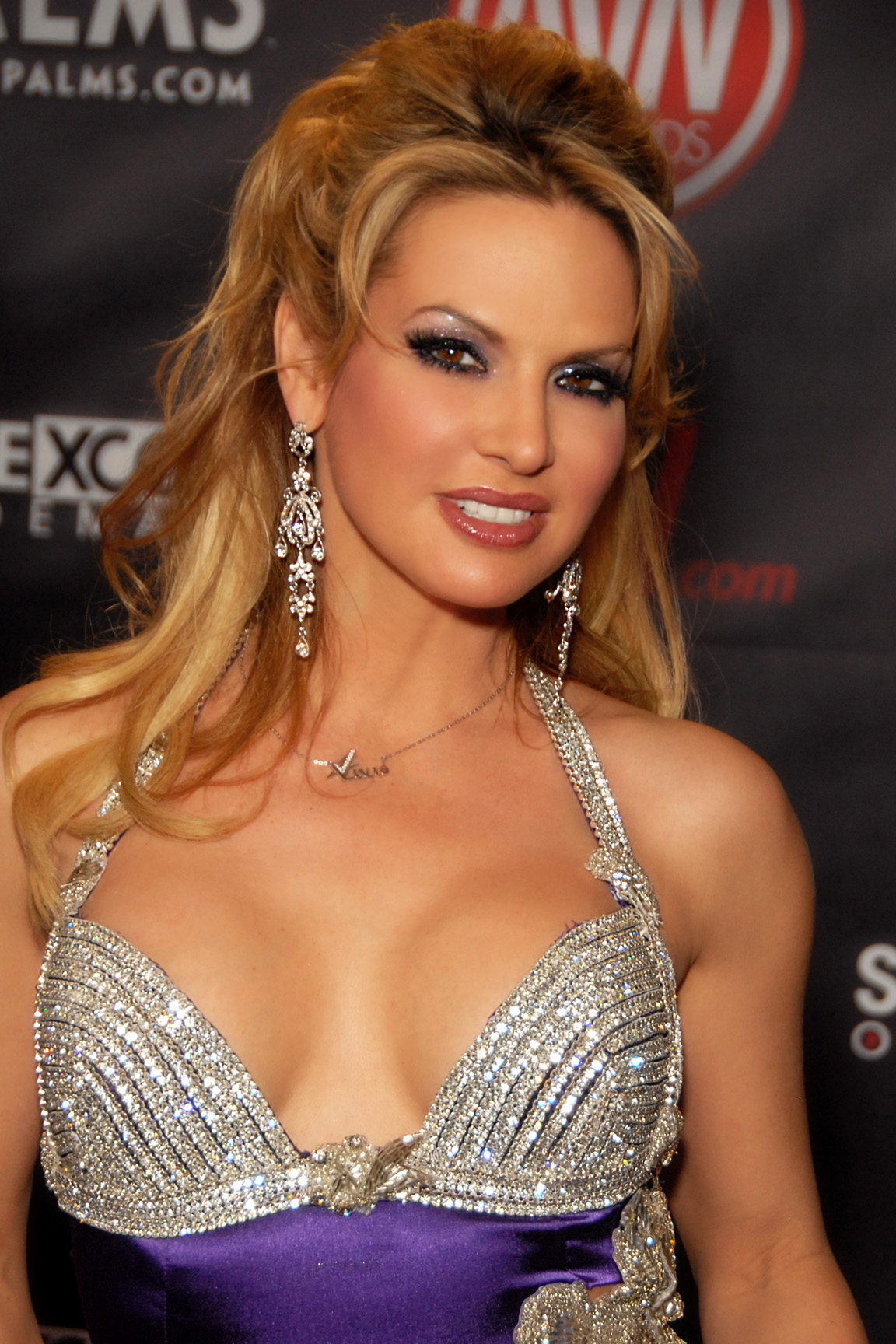
Savanna Samson bei den AVN Awards 2010

Savanna Samson (* 14. Oktober 1967 in Rochester, New York; eigentlich Natalie Oliveros) ist eine US-amerikanische Pornodarstellerin.

## Karriere
Savanna Samson ist ausgebildete Ballerina und war vor ihrer Karriere im Pornogeschäft als Stripperin im New Yorker Stripclub Scores tätig. Ihren ersten Hardcorefilm drehte sie zusammen mit Rocco Siffredi im Jahr 2000. Bisher drehte Savanna Samson mehr als 30 Filme. Sie war mehrmals in der Howard-Stern-Show zu sehen. Neuerdings betätigt sich Savanna Samson mit ihrem Unternehmen Savanna Wines auch als Winzerin.
2004 wurde Savanna Samson als eine von 30 bekannten Pornodarstellern von dem amerikanischen Fotografen Timothy Greenfield-Sanders in seinem Buch XXX: 30 Porn-Star Portraits und seiner HBO-Dokumentation Thinking XXX porträtiert.
Am 10. September 2008 veröffentlichte sie eine Musik-CD mit dem Titel Possession, auch der Titel-Song trägt diesen Namen. Musikalisch ist die CD dem Dance-Genre zuzuordnen mit einer Anlehnung an die 1980er Jahre.
In einer Parodie auf das Pornogeschäft spielte sie in der Fernsehserie 30 Rock eine alternative Version des Hauptcharakters Liz Lemon.

## Auszeichnungen

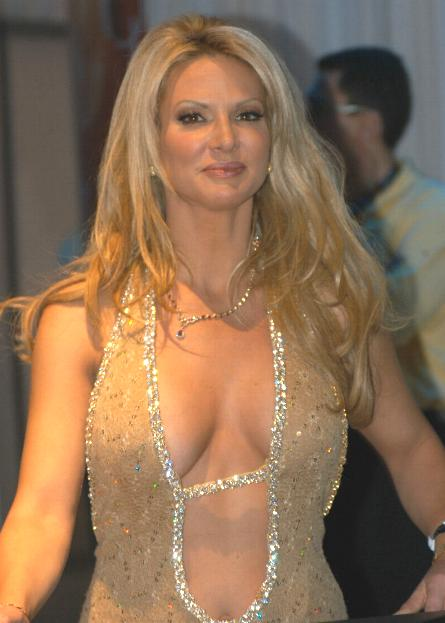
Savanna Samson bei der AVN Adult Entertainment Expo 2007

- 2004: AVN Award Best Actress – Film für Looking In
- 2005: AVN Award Best All-Girl Sex Scene – Film zusammen mit Jenna Jameson im Remake von The Masseuse
- 2005: Eroticline Award Beste Darstellerin USA
- 2005: XRCO Award Best Actress
- 2006: AVN Award Best Actress-Film für die Rolle in "The New Devil in Miss Jones" (Remake von The Devil in Miss Jones)[3]
- 2007: GayVN Awards Best Non-Sex Performance—tie für ihre Rolle in Michael Lucas' La Dolce Vita
- 2008: AVN Award Best Group Sex Scene – Film im Remake Debbie Does Dallas ... Again (zusammen mit Stefani Morgan, Monique Alexander, Evan Stone, Christian und Jay Huntington)
- 2011: AVN Hall of Fame

## Belege
1. ↑  Timothy Greenfield-Sanders: XXX: 30 Porno-Stars im Porträt. (Originaltitel: XXX: 30 Porn-Star Portraits.) Heyne Hardcore, München 2004; S. 118–119, 188–189. ISBN 978-3-453-67515-5.
2. ↑  Thinking XXX. Internet Movie Database, abgerufen am 22. Mai 2015 (englisch).
3. ↑  2006 AVN Award Winners Announced. AVN Media Network, 9. Januar 2006, abgerufen am 21. Mai 2023.

| Personendaten    | Personendaten                       |
| ---------------- | ----------------------------------- |
| NAME             | Samson, Savanna                     |
| ALTERNATIVNAMEN  | Oliveros, Natalie (wirklicher Name) |
| KURZBESCHREIBUNG | US-amerikanische Pornodarstellerin  |
| GEBURTSDATUM     | 14. Oktober 1967                    |
| GEBURTSORT       | Rochester, New York                 |